# Anthemis aeolica
Anthemis aeolica Lojac. è un endemismo delle isole Eolie, la cui posizione tassonomica non è condivisa dai botanici, essendo molto simile ad Anthemis maritima.

## Tassonomia
L'Anthemis aeolica fu rinvenuta per la prima volta nel 1844 su alcuni isolotti intorno a Panarea da Giovanni Gussone, che la classificò come "A. maritima var. a.". In seguito, numerosi ricercatori annotarono la sua presenza a Bottaro, Basiluzzo e Dattilo, confermandone l'appartenenza al ciclo di A. maritima, di volta in volta come varietà, sottospecie, taxon critico, specie a sé stante.
Nel 2014 Ferro e Coniglione l'hanno rintracciata nell’isolotto di Lisca Bianca, proponendo di considerarla come una sottospecie di A. maritima.
Alla analisi morfologica sembra più simile ad A. pedunculata, specie del Nord Africa.

## Descrizione
Le foglie hanno lacinie sottili e piccioli nudi, le brattee sono glabre, lanceolate o triangolari-lanceolate, talora con brevi lacinie alla base; i capolini hanno brattee dell’involucro glabre, da lanceolate a triangolare-lanceolate, i fiori sono tubulosi, lunghi 3,5–4 mm. con ligule fino a 14 mm, privi di ghiandole, con antere lunghe 1,4 mm, cipsele eteromorfe, lunghe 1,6-1,7 mm, le esterne bruno-nerastre e prive di coronula membranacea, le interne bianco-grigiastre. Nel complesso la plantula è più piccola di A. maritima, lunga 8 mm, senza asse epicotile assente.
A parere di recenti sudi botanici, A.aeolica non evidenzia affinità con A. maritima.

## Distribuzione
Attualmente A. aeolica è scomparsa dagli isolotti dove era stata segnalata in passato, mentre si ritrova abbondante su Lisca Bianca, insediata sia all'interno che lungo la costa, associata a Dianthus rupicola aeolicus, Hyoseris taurina, Suaeda vera, Limonium minutiflorum, Limbarda crithmoides e Lotus cytisoides.